# 坎普峰
坎普峰（英語：Camp Peak），是南極洲的山峰，位於南喬治亞群島，處於撒切爾半島北部的邁維肯灣西部，海拔高度約330米，在1929年由英國的研究隊繪入地圖，由英國海外領土管轄。